# Jefferson County (Kentucky)
Jefferson County ist ein County im Bundesstaat Kentucky der Vereinigten Staaten. Das U.S. Census Bureau hat bei der Volkszählung 2020 eine Einwohnerzahl von 782.969 ermittelt.
Der Verwaltungssitz (County Seat) ist Louisville, das nach König Ludwig XVI. von Frankreich benannt wurde.

## Geographie
Das County liegt im mittleren Norden von Kentucky und grenzt im Nordwesten, getrennt durch den Ohio River, an den Bundesstaat Indiana. Von seiner 1032 Quadratkilometer umfassenden Gesamtfläche sind 35 Quadratkilometer Wasserfläche. Es grenzt in Kentucky im Uhrzeigersinn an folgende Countys: Oldham County, Shelby County, Spencer County, Bullitt County und Hardin County.

## Geschichte

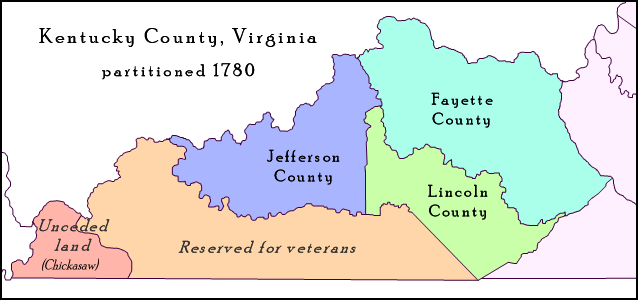
Gebiet bei Gründung

Jefferson County wurde am 1. Mai 1780 als Original-County aus dem Virginia-Territorium gebildet. Benannt wurde es nach Präsident Thomas Jefferson.
Acht Bauwerke im Jefferson County haben den Status einer National Historic Landmark. Insgesamt sind 486 Bauwerke und Stätten des Countys im National Register of Historic Places eingetragen (Stand 5. Oktober 2017).

## Demografische Daten

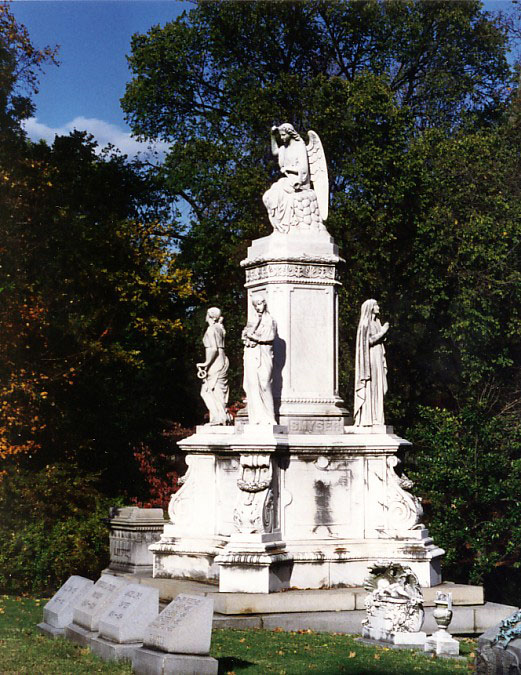
Smyser Memorial, gelistet im NRHP

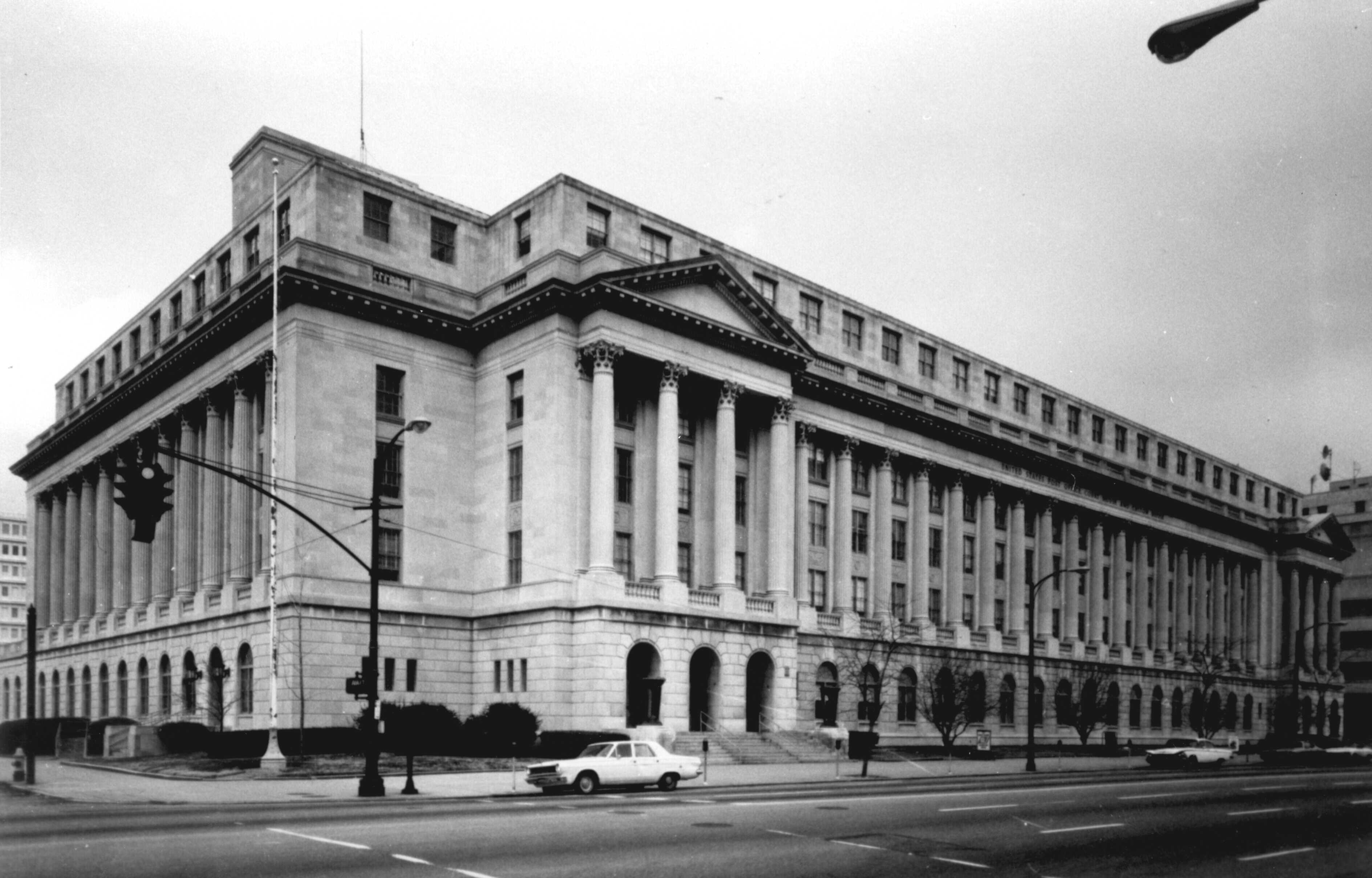
Gene Snyder U.S. Courthouse and Custom House, gelistet im NRHP

Nach der Volkszählung im Jahr 2000 lebten im Jefferson County 693.604 Menschen in 287.012 Haushalten und 183.113 Familien. Die Bevölkerungsdichte betrug 695 Einwohner pro Quadratkilometer. Ethnisch betrachtet setzte sich die Bevölkerung zusammen aus 77,38 Prozent Weißen, 18,88 Prozent Afroamerikanern, 0,22 Prozent amerikanischen Ureinwohnern, 1,39 Prozent Asiaten, 0,04 Prozent Bewohnern aus dem pazifischen Inselraum und 0,68 Prozent aus anderen ethnischen Gruppen; 1,42 Prozent stammten von zwei oder mehr Ethnien ab. 1,78 Prozent der Bevölkerung waren spanischer oder lateinamerikanischer Abstammung.
Von den 287.012 Haushalten hatten 29,6 Prozent Kinder und Jugendliche unter 18 Jahre, die bei ihnen lebten. 45,2 Prozent waren verheiratete, zusammenlebende Paare, 14,7 Prozent waren allein erziehende Mütter, 36,2 Prozent waren keine Familien, 30,5 Prozent waren Singlehaushalte und in 10,3 Prozent lebten Menschen im Alter von 65 Jahren oder darüber. Die Durchschnittshaushaltsgröße betrug 2,37 und die durchschnittliche Familiengröße lag bei 2,97 Personen.
Auf das gesamte County bezogen setzte sich die Bevölkerung zusammen aus 24,3 Prozent Einwohnern unter 18 Jahren, 8,9 Prozent zwischen 18 und 24 Jahren, 30,4 Prozent zwischen 25 und 44 Jahren, 22,8 Prozent zwischen 45 und 64 Jahren und 13,5 Prozent waren 65 Jahre alt oder darüber. Das Durchschnittsalter betrug 37 Jahre. Auf 100 weibliche Personen kamen 91,6 männliche Personen. Auf 100 Frauen im Alter von 18 Jahren alt oder darüber kamen statistisch 87,6 Männer.
Das jährliche Durchschnittseinkommen eines Haushalts betrug 39.457 USD, das Durchschnittseinkommen der Familien betrug 49.161 USD. Männer hatten ein Durchschnittseinkommen von 36.484 USD, Frauen 26.255 USD. Das Prokopfeinkommen betrug 22.352 USD. 9,5 Prozent der Familien und 12,4 Prozent der Bevölkerung lebten unterhalb der Armutsgrenze. Davon waren 18,1 Prozent Kinder oder Jugendliche unter 18 Jahre und 8,8 Prozent waren Menschen über 65 Jahre.

## Orte im County
- Anchorage
- Ashville
- Auburndale
- Audubon Park
- Avoca
- Ballardsville
- Bancroft
- Barbourmeade
- Beckley
- Beechland Beach
- Beechmont
- Beechwood Village
- Bellemeade
- Bellewood
- Berrytown
- Bethany
- Blue Ridge Manor
- Bon Air Estates
- Boston
- Briarwood
- Broad Fields
- Broeck Pointe
- Brownsboro Farm
- Brownsboro Village
- Buechel
- Cambridge
- Camp Taylor
- Cherokee Garden
- Cherrywood Village
- Cliftons
- Coldstream
- Creekside
- Crossgate
- Douglass Hills
- Druid Hills
- Eastwood
- Fairdale
- Fairmeade
- Fairmount
- Fern Creek
- Fincastle
- Fisherville
- Forest Hills
- Freys Hill
- German Town
- Glenview
- Glenview Acres
- Glenview Heights
- Glenview Hills
- Glenview Manor
- Goose Creek
- Graymoor-Devondale
- Green Spring
- Greenwood
- Griffytown
- Gulthrie Beach
- Harrods Creek
- Hazelwood
- Heatherfield
- Heritage Creek
- Hickory Hill
- Highgate Springs
- Highland Park
- Highlands
- Highview
- Hills and Dales
- Hollow Creek
- Hollyvilla
- Hopewell
- Houston Acres
- Hunters Trace
- Hurstbourne
- Hurstbourne Acres
- Indian Hills
- Indian Hills Cherokee Section
- Jacobs Addition
- Jeffersontown
- Johnsontown
- Juniper Beach
- Keeneland
- Kenwood
- Kingsley
- Knopp
- Kosmosdale
- Lake Louisvilla
- Lakeland
- Langdon Place
- Lincolnshire
- Long Run
- Longview
- Louisville
- Lyndon
- Lynnview
- Manor Creek
- Maryhill Estates
- Meadow Lawn
- Meadow Vale
- Meadowbrook Farm
- Meadowview Estates
- Medora
- Merrifield
- Middletown
- Mockingbird Valley
- Moorland
- Murray Hill
- Newburg
- Norbourne Estates
- Northfield
- Norwood
- Oakdale
- O’Bannon
- Okolona
- Old Brownsboro Place
- Orell
- Parkland
- Parkside
- Parkway Village
- Parkwood
- Penile
- Petersburg
- Plantation
- Pleasure Ridge Park
- Plymouth Village
- Poplar Hills
- Portland
- Prairie Village
- Prestonia
- Prospect
- Richlawn
- Riverside Beach
- Riverside Gardens
- Riverwood
- Robinswood
- Rolling Fields
- Rolling Hills
- Routt
- Saint Dennis
- Saint Matthews
- Saint Regis Park
- Seatonville
- Seminary Village
- Seneca Gardens
- Shawneeland
- Shively
- Smyrna
- South Park
- South Park View
- South Parkland
- Southern Heights
- Spring Mill
- Spring Valley
- Springdale
- Springlee
- Strathmoor Gardens
- Strathmoor Manor
- Strathmoor Village
- Sycamore
- Sylvania
- Ten Broeck
- Thixton
- Thornhill
- Transylvania Beach
- Valley Downs
- Valley Gardens
- Valley Station
- Watterson Park
- Waverly Hills
- Wellington
- West Buechel
- Westwood
- Whipps Millgate
- Whitner
- Wilder Park
- Wildwood
- Winding Falls
- Windy Hills
- Woodland Hills
- Woodlawn Park
- Woodside
- Worthington
- Worthington Hills